# Rissjön (Åsele socken, Lappland)
Rissjön är en sjö i Åsele kommun i Lappland och ingår i Ångermanälvens huvudavrinningsområde. Sjön har en area på 3,26 kvadratkilometer och ligger 330 meter över havet. Sjön avvattnas av vattendraget Lomsjöån.

## Delavrinningsområde
Rissjön ingår i det delavrinningsområde (712140-155031) som SMHI kallar för Utloppet av Rissjön. Medelhöjden är 365 meter över havet och ytan är 37,99 kvadratkilometer. Det finns inga avrinningsområden uppströms utan avrinningsområdet är högsta punkten. Lomsjöån som avvattnar avrinningsområdet har biflödesordning 3, vilket innebär att vattnet flödar genom totalt 3 vattendrag innan det når havet efter 220 kilometer. Avrinningsområdet består mestadels av skog (81 procent). Avrinningsområdet har 3,82 kvadratkilometer vattenytor vilket ger det en sjöprocent på 10 procent.